# Hellmichův pivovar
Hellmichův pivovar (Skalní sklep; F. a V. Hellmichové, parostrojní pivovar Hlubočepy; Štěpán Hellmich) v Praze-Hlubočepích byl pivovar, který stál jihozápadně od Zlíchova na Dalejském potoce. Byla u něj zahradní restaurace se stinnými stromy. Pivovar provozovaný rodinou Hellmich měl roční výstav 30000 hl piva. Byl zrušen kolem roku 1930.